# Southern African Regional Universities Association
Die Southern African Regional Universities Association (SARUA, deutsch etwa: „Vereinigung der Universitäten des Südlichen Afrikas“) ist eine länderübergreifende Organisation auf der Basis der persönlichen Mitgliedschaft von Vice-Chancellors und institutioneller Mitgliedschaft von öffentlichen und privaten Hochschuleinrichtungen in den Staaten der Southern African Development Community (SADC). Ihr Sitz befindet sich in Bellville (Metropolgemeinde Kapstadt, Südafrika).
Die Gründungsversammlung fand im Februar 2005 statt. Die Hauptversammlung wird aller drei Jahre als Triennial General Meeting abgehalten.

## Ziele
SARUA ist bestrebt, als Plattform für einen regionalen Dialog und zur Förderung der Zusammenarbeit von Führungskräften im Bereich der Hochschulbildung zu dienen, um auf diese Weise eine abgestimmte Hochschulentwicklung im Südlichen Afrika positiv zu beeinflussen. Dazu sollen folgende Grundsätze förderlich eingesetzt werden:
- die Entwicklung einer regionalen Identität für die Hochschulbildung, die der Vielfalt in den jeweiligen Regionen Ausdruck verleiht,
- die Organisation strategischer Foren zur Verbesserung der Zusammenarbeit, Verknüpfungen und Partnerschaften innerhalb des Sektors,
- die Markierung von Kernbereichen für strategische Forschungen und Analysen,
- die Förderung der Kompetenzen und Kapazitäten in Hochschulleitungen,
- als einflussreiche Fürsprecherin des Hochschulbereichs im Südlichen Afrika aufzutreten.

## Mitgliedsländer
In folgenden afrikanischen Staaten verfügt die SARUA über Mitglieder:
- Angola
- Demokratische Republik Kongo
- Eswatini
- Lesotho
- Malawi
- Mauritius
- Mosambik
- Namibia
- Sambia
- Seychellen
- Simbabwe
- Südafrika
- Tansania

## Partnerschaften
Wichtige Partner sind die UNESCO mit ihrem Regional Office for Southern Africa und die Southern African Development Community (SADC). Seit 2016 ist die SARUA auch Beiratsmitglied bei der Harmonisation of African Higher Education Quality Assurance and Accreditation (HAQAA), einer Kooperation auf Initiative der Universität Barcelona (Koordinator), der Association of African Universities (AAU), die European University Association (EUA), der European Association for Quality Assurance in Higher Education (ENQA) und des Deutschen Akademischen Austauschdienstes (DAAD), um die Entwicklung eines abgestimmten Qualitätssicherungs- und Akkreditierungssystems auf institutioneller, nationaler, regionaler und gesamtafrikanischer Ebene zu befördern. Weitere Formen der Zusammenarbeit gibt es beispielsweise mit dem Deutschen Akademischen Austauschdienst, dem Council on Higher Education (CHE) in Südafrika sowie mit dem Southern African Quality Assurance Network (SAQAN).